# 오투 (교육인)
오투(본명:최지현, 崔知現)은 대한민국의 강사이자 엘리하이에 과학 강사이자 대표 강사이다.

## 생애
가난한 시골 출신으로 어릴 적부터 다양한 동물을 키웠다.
2008년 메가스터디로 입사해 과학 강의를 시작했다.

## 여담
허팝과 허팝의 엉뚱한 과학실이라는 영상을 진행하고 있다.